# Фурманов (Первомайський район)
Фу́рманов (рос. Фурманов) — селище у складі Первомайського району Оренбурзької області, Росія.

## Населення
Населення — 534 особи (2010; 539 у 2002).
Національний склад (станом на 2002 рік):
- росіяни — 83 %